# Strelec
Strelec is een plaats in de gemeente Mala Subotica in de Kroatische provincie Međimurje. De plaats telt 317 inwoners (2001).